# Diócesis de Huejutla
La diócesis de Huejutla (en latín: Dioecesis Hueiutlensis) es una circunscripción eclesiástica de la Iglesia católica en México. Se trata de una diócesis latina, sufragánea de la arquidiócesis de Tulancingo. Desde el 28 de enero de 2016 su obispo es José Hiraís Acosta Beltrán.

## Territorio y organización
La diócesis tiene 6014 km² y extiende su jurisdicción sobre los fieles católicos de rito latino residentes en 24 municipios del estado de Hidalgo.
La sede de la diócesis se encuentra en la ciudad de Huejutla (o Huejutla de Reyes), en donde se halla la Catedral de Cristo Rey del Universo.
En 2021 en la diócesis existían 44 parroquias.

## Historia
La diócesis fue erigida el 24 de noviembre de 1922 con la bula Inter negotia del papa Pío XI, obteniendo el territorio de la diócesis de Tulancingo (hoy arquidiócesis), y en parte menor de las diócesis de Tamaulipas (hoy diócesis de Tampico) y de San Luis Potosí (hoy arquidiócesis  de San Luis Potosí). Originalmente fue sufragánea de la arquidiócesis de Puebla de los Ángeles.
El 27 de noviembre de 1960 cedió una parte de su territorio para la erección de la diócesis de Ciudad Valles mediante la bula Cum rectus rerum del papa Juan XXIII.
El 9 de junio de 1962 cedió otra parte de su territorio para la erección de la diócesis de Tuxpan mediante la bula Non latet del papa Juan XXIII.
El 25 de noviembre de 2006 pasó a formar parte de la provincia eclesiástica de la arquidiócesis de Tulancingo.

## Estadísticas
Según el Anuario Pontificio 2022 la diócesis tenía a fines de 2021 un total de 511 450 fieles bautizados.
| Año                                                                             | Población            | Población | Población      | Sacerdotes | Sacerdotes    | Sacerdotes    | Bautizados por sacerdote | Diáconos permanentes | Religiosos | Religiosos | Parroquias |
| Año                                                                             | Bautizados católicos | Total     | % de católicos | Total      | Clero secular | Clero regular | Bautizados por sacerdote | Diáconos permanentes | Varones    | Mujeres    | Parroquias |
| ------------------------------------------------------------------------------- | -------------------- | --------- | -------------- | ---------- | ------------- | ------------- | ------------------------ | -------------------- | ---------- | ---------- | ---------- |
| 1950                                                                            | 332 500              | 350 000   | 95.0           | 15         | 15            |               | 22 166                   |                      |            |            | 26         |
| 1966                                                                            | 270 000              | 276 173   | 97.8           | 62         | 60            | 2             | 4354                     |                      |            | 31         | 28         |
| 1970                                                                            | 245 000              | 250 000   | 98.0           | 60         | 60            |               | 4083                     |                      |            | 46         | 21         |
| 1976                                                                            | 309 180              | 331 264   | 93.3           | 56         | 52            | 4             | 5521                     |                      | 4          | 60         | 28         |
| 1980                                                                            | 336 000              | 362 000   | 92.8           | 57         | 53            | 4             | 5894                     |                      | 4          | 60         | 28         |
| 1990                                                                            | 435 000              | 450 500   | 96.6           | 99         | 91            | 8             | 4393                     |                      | 8          | 85         | 35         |
| 1999                                                                            | 480 650              | 510 975   | 94.1           | 87         | 81            | 6             | 5524                     |                      | 6          | 83         | 38         |
| 2000                                                                            | 481 430              | 511 850   | 94.1           | 84         | 75            | 9             | 5731                     |                      | 9          | 83         | 38         |
| 2001                                                                            | 486 560              | 512 785   | 94.9           | 85         | 75            | 10            | 5724                     |                      | 10         | 65         | 38         |
| 2002                                                                            | 512 140              | 515 990   | 99.3           | 82         | 73            | 9             | 6245                     |                      | 9          | 76         | 38         |
| 2004                                                                            | 494 205              | 522 135   | 94.7           | 92         | 84            | 8             | 5371                     |                      | 8          | 61         | 38         |
| 2006                                                                            | 497 300              | 524 180   | 94.9           | 94         | 86            | 8             | 5290                     |                      | 8          | 60         | 38         |
| 2013                                                                            | 547 000              | 557 000   | 98.2           | 98         | 91            | 7             | 5581                     |                      | 7          | 62         | 47         |
| 2016                                                                            | 512 752              | 596 500   | 86.0           | 98         | 90            | 8             | 5232                     |                      | 8          | 62         | 44         |
| 2019                                                                            | 512 752              | 596 500   | 86.0           | 102        | 102           |               | 5026                     |                      | 3          | 50         | 44         |
| 2021                                                                            | 511 450              | 598 270   | 85.5           | 110        | 110           |               | 4649                     |                      | 3          | 49         | 44         |
| Fuente: Catholic-Hierarchy, que a su vez toma los datos del Anuario Pontificio. |                      |           |                |            |               |               |                          |                      |            |            |            |

## Episcopologio
- José de Jesús Manríquez y Zárate † (11 de diciembre de 1922-1 de julio de 1939 renunció)[nota 1])
- Manuel Jerónimo Yerena y Camarena † (17 de julio de 1940-19 de agosto de 1963 renunció)[nota 2])
- Bartolomé Carrasco Briseño † (19 de agosto de 1963-18 de mayo de 1967 nombrado obispo auxiliar de Antequera[nota 3])
- Sefafín Vásquez Elizalde † (16 de marzo de 1968-2 de diciembre de 1977 nombrado obispo de Ciudad Guzmán)
- Juan de Dios Caballero Reyes (11 de julio de 1978-18 de noviembre de 1993 renunció)
- Salvador Martínez Pérez † (24 de junio de 1994-12 de marzo de 2009 retirado)
- Salvador Rangel Mendoza, O.F.M. (12 de marzo de 2009-20 de junio de 2015 nombrado obispo de Chilpancingo-Chilapa)
- José Hiraís Acosta Beltrán, desde el 28 de enero de 2016